# Quintetto per pianoforte e archi (Šostakovič)
Il Quintetto per pianoforte e archi in sol minore, opera 57, di Dmitrij Šostakovič è una delle sue composizioni da camera più conosciute. È scritto per pianoforte e quartetto d'archi (due violini, viola e violoncello).
Šostakovič iniziò a comporlo nell'estate del 1940 e lo completò il 14 settembre dello stesso anno. Fu scritto per il Quartetto Beethoven, come molti dei suoi quartetti per archi, e la sua prima esecuzione (con lo stesso Šostakovič al pianoforte) ebbe luogo il 23 novembre 1940 al Conservatorio di Mosca, con grande successo. Nel 1941 vinse il Premio Stalin di 100.000 rubli.
Fu accolto positivamente dalla critica ufficiale sovietica, benché con lodi alquanto generiche; la recensione pubblicata sulla Pravda parla di una musica «liricamente lucida, umana e semplice».
La sua esecuzione dura solitamente poco più di 30 minuti.

## Struttura
Il quintetto è in cinque movimenti.
- Preludio. Lento - Poco più mosso - Lento. Dopo l'ampio e solenne Preludio, il primo violino (seguìto poi dagli altri strumenti) intona il tema della
- Fuga. Adagio, di carattere raccolto e riflessivo, il cui clima d'espressione appare simile a quello del Quartetto op. 131 di Beethoven[2].
- Scherzo. Allegretto, nella tonalità di si maggiore, fa uso di alcuni temi popolari ed è caratterizzato dall'uso contrapposto, nella parte del pianoforte, di note sovracute e note gravi[2].
- Intermezzo. Lento - Appassionato, in re minore, si apre con un pizzicato del violoncello su cui intervengono dapprima il primo violino con una sua melodia e poi il pianoforte, fino a un climax assai efficace[2].
- Finale. Allegretto, inizia senza soluzione di continuità dal movimento che precede ed è in forma-sonata; in esso riappaiono alcuni dei temi già ascoltati. Il Quintetto si chiude in modo maggiore e con un'apparenza di serenità[2].